# 龙州起义
龙州起义，又称龙州暴动，是在南宁兵变和百色起义之后，由中国共产党广西前委发动和领导的一次武装起义。在今龙州县有龙州起义纪念馆。
起义的领导人依次为陈豪人、徐冠英、李明瑞、何世昌、俞作豫、宛旦平和邓小平。1930年2月1日，参加起义的部队包括左江军委领导下的广西警备第五大队900人和左江各县农军1000多人在龙州举行工农兵群众大会，宣布成立中国工农红军第八军，简称红八军，建立左江革命委员会。

## 序幕
和百色起义及红七军的情况相似，起义前成立了左江军委，在中共广西前委的领导下开展工作，第一任军委书记为徐冠英，在蒙志仁叛变后，宛旦平、何世昌先后担任军委书记。起义时何世昌担任军委书记兼任红八军政治部主任，俞作豫为军长，宛旦平任参谋长。
李明瑞虽然不在左江军委，应该还是直接参加并领导了龙州起义，并对起义起了重要作用的，随后担任红八军总指挥。中央代表邓小平在起义发生两个月之前对起义的准备工作进行了两天指导后就离开了，在起义发生三或四个星期后，根据中央任命，就任红八军政治委员。

## 經過
1930年2月1日，邓小平在龍州領導右江起义，成立「中国工农红军第八军」:27。俞作豫任軍長，鄧小平兼政治委員，李明瑞任第七軍和第八軍總指揮:11。年初，邓小平回到上海，妻子张锡媛于1月因难产而病故:26-27。2月7日，邓小平從上海回到龙州，電告紅七軍停止攻打南寧，命紅八軍撤回龍州:11。2月9日，邓小平在龍州召集幹部會議，決定改組紅八軍軍委為紅八軍臨時前委，鄧任書記，委員有何世昌、俞作豫、宛旦平、涂鏡吾:148。2月下旬，邓小平兼任紅八軍政治委員:152。3月中旬，桂系军队派兵4000多人分两路进攻龙州城。3月20日，桂军突袭，俞作豫率部向南撤出。桂军在龙州铁桥与红八军及掩护部队激战。红八军及掩护部队400多人战死。10月2日，邓主持召開紅七軍前委會議:169；中共中央南方局代表邓岗推行“立三路线”，到达右江传达命令，要红七军主力7,000余人攻打柳州、建立广东北小江根据地、阻止国军北上:27。10月17日，中共中央政治局會議決定：由項英、毛澤東、任弼時、朱德、彭德懷、葉劍英、鄧中夏、曾中生、鄧、周恩來、劉伯承、惲代英、李富春等25人組成蘇區軍委:13。
龙州失陷后，红八军一纵队经半年行军，于10月23日与红七军在凌云县讲肥村岗里屯（今乐业县上岗村）会师。红七军在战斗中损失严重，决定放弃攻打柳州，为保存实力，绕過柳州、桂林，转战在粤贛湘桂边界地区:27-28。11月，紅七軍和紅八軍合編為紅七軍，奉命北上，此後轉戰桂、粵、贛、湘邊境:14。
龙州起义和成立红八军并没有得到中央的批准，因此龙州起义是在中共广西前委（后称红七军前委，书记：陈豪人）的具体领导下临时举行的。不过由于龙州的国际地位，其政治影响更大，也得到中央领导人李立三的热情赞扬。可是因为具体参加起义的领导人在政治上的软弱和军事上的短视，起义前准备工作做的很不到位，起义后对旧军官的改造也显得优柔寡断。因此虽然起义暂时取得了胜利，可是红八军很快就失败了。

## 影響
1931年1月14日，部隊到達桂嶺，全軍僅剩3,500多人；部隊整編後：總指揮李明瑞、軍長張雲逸、政委鄧小平、參謀長龔鶴村:181-182。2月，邓小平從部隊情況出發，決定取消紅七軍前委，成立團委，並任團委書記:185。3月，邓小平去上海向黨中央彙報工作，在「文化大革命」中，被江青等人誣陷為「逃兵」；1969年4月11日，毛澤東在九大秘書處和各大組召集人會議上稱「鄧小平是沒有歷史問題的材料。」:1876月，邓小平接到通知去中央蘇區工作:194。7月14日，邓小平離開上海:195。经约10个月苦战，终于在7月到达目的地与中央红军会合:28。7月，中央將紅七軍調到中央根據地，紅七軍與中央紅軍會合，編入紅三軍團:15。红七军进入江西时，只剩下2个团不足2,000人:143。在崇义，红军遭国民党军猛攻，邓小平与许卓商定，由许代理前委书记并带领部队寻机前往井冈山，邓则去上海汇报。
对于红八军的失败，担任军委书记和政治部主任何世昌的工作能力有限，军事领导人俞作豫的失误应该更大一些。对起义和军队都没有进入状况的邓小平，基本上不应该负什么责任。

## 後續
30多年後，鄧小平在文革期間自我檢討時承認，在1931年初部隊被分割的危急情況下，作為主要負責人，他不應該離開，“盡管這個行為在組織上是合法的，但在政治上是極端錯誤的”，是他“歷史上最大的錯誤之一”。